# Agustín Calleri
Agustín Calleri (Río Cuarto, 14 settembre 1976) è un ex tennista argentino.
In carriera ha vinto due tornei: l'Abierto Mexicano Telcel nel 2003 sconfiggendo in finale il connazionale Mariano Zabaleta e l'Austrian Open di Kitzbühel battendo Juan Ignacio Chela. In Coppa Davis ha raggiunto nel 2006 e nel 2008 la finale, venendo sconfitto prima dalla Russia e poi dalla Spagna. In entrambe le occasioni Calleri ha disputato il doppio.

## Biografia

### Gli esordi
Nato a Rìo Cuarto, cittadina argentina della Provincia di Córdoba, il 14 settembre 1976, passa al professionismo nel 1995 ma disputa le prime partite a livello Challenger solo sul finire del 1997 quando al torneo di Buenos Aires elimina il connazionale Lucas Arnold Ker al primo turno per poi soccombere a Agustín Garizzio e viene eliminato subito al primo turno a Santiago del Cile da Martin Rodriguez.
Nei primi mesi del 1998 frequenta il circuito dei Futures e in aprile conquista consecutivamente i tornei F4 e F5 sconfiggendo tra gli altri dei giovani Massimo Dell'Acqua e Giorgio Galimberti. Due mesi dopo si aggiudica il suo primo challenger a Weiden, successo grazie al quale entra nei primi 200 del mondo.
Seguiranno poi la vittoria a Newcastle in luglio e la semifinale a Santiago del Cile in ottobre, che lo porteranno a chiudere l'anno alla 149ª posizione del ranking.
Nel 1999 si dedica quasi esclusivamente al circuito challenger. Arriva in semifinale a Espinho e ai quarti a Punta del Este, Grenoble, Lubiana, Braunschweig, Venezia, Quito e Guadalajara. A luglio partecipa al suo primo World Series a Umago e a sorpresa sconfigge in tre set la testa di serie numero 7 Mariano Puerta (allora n. 47 del mondo), elimina lo sloveno Borut Urh al secondo turno e viene sconfitto da Albert Portas al terzo.

### 2000-2001
Nel 2000 alterna presenze nei Challenger e nei tornei del circuito maggiore.
A marzo partecipa al Masters di Miami e sconfigge al primo turno Marc Rosset prima di perdere dal top ten Tim Henman.
In aprile vince il Challenger di San Luis Potosí in Messico sconfiggendo nei quarti Davide Sanguinetti e in semifinale un giovane Guillermo Coria. Perde la finale di Zagabria e, alla sua prima partecipazione al Roland Garros, raggiunge il terzo turno grazie alle vittorie a sorpresa su Félix Mantilla (n. 63) e sulla testa di serie n. 14 Dominik Hrbatý. Con questo risultati scala altre 13 posizioni ed entra per la prima volta nella top 100. all'89ª posizione.
La stagione prosegue con la vittoria del challenger di Venezia e la semifinale all'International Series Gold di Kitzbühel dove riesce nell'impresa di eliminare il Marat Safin (n. 9), Sláva Doseděl (n. 59) e Alberto Martín (n. 69) rispettivamente al secondo e terzo turno e ai quarti di finale, prima di soccombere ad Àlex Corretja (n. 10). Calleri chiude l'anno alla 62ª posizione, dopo averne scalate più di settanta durante l'anno.
La prima parte del 2001 vede il tennista argentino subire una serie di sconfitte ai primi turni fino all'uscita dai primi 100 che coincide con la prima partecipazione agli Us Open, dove viene eliminato al primo turno da Hicham Arazi. Dalla settimana successiva però arrivano segnali di ripresa come la semifinale all'International Series di Costa do Sauipe e le vittorie nei Challenger di Guadalajara, San Paolo e Buenos Aires che limitano i danni di una stagione negativa chiusa all'85ª posizione.

### 2002-2003
Il 2002 si apre con la finale raggiunta all'Argentina Open grazie alla prestigiosa vittoria su Gustavo Kuerten, allora dominatore assoluto della terra rossa, e alla prima vittoria in un torneo di doppio al Chile Open in coppia con Marian Hood. Dopo il terzo turno al Masters di Miami arrivano le semifinali di Maiorca e Båstad. Gli scarsi risultati sul cemento e sull'erba dei mesi successivi verranno compensati dai quarti di Costa do Sauipe ma soprattutto da quelli raggiunti al Masters di Madrid con le vittorie sui più quotati James Blake, Marat Safin e Thomas Johansson, risultati a sorpresa se si considera che si giocava su superficie veloce indoor.
Nel 2003, dopo l'eliminazione al primo turno agli Australian Open e i quarti di Viña del Mar, Calleri vince il suo primo International Series ad Acapulco sconfiggendo nell'ordine il tennista di casa Miguel Gallardo-Valles, il numero 20 Gastón Gaudio, l'ex numero uno Marcelo Ríos, lo spagnolo Félix Mantilla e l'argentino Mariano Zabaleta. Ad aprile raggiunge la seconda finale della stagione al torneo dell'Estoril, ma qui viene sconfitto dal russo Nikolaj Davydenko. Il buon periodo continua con la semifinale di Torneo Godó dove viene battuto da Carlos Moyá e culmina nella prima finale in un Masters Series ad Amburgo dove batte il numero sei del mondo Andy Roddick al secondo turno e viene fermato solo da Guillermo Coria, entra così per la prima volta nelle prime venti posizioni del ranking e in luglio raggiunge la 16ª posizione che sarà il suo best ranking. Dopo una deludente eliminazione al primo turno del Roland Garros per mano di Franco Squillari le prestazioni dell'argentino calano drasticamente e da maggio in poi sarà capace soltanto di raggiungere i quarti della Kremlin Cup di Mosca. In settembre debutta comunque in Coppa Davis nella semifinale contro la Spagna e, insieme a Lucas Arnold Ker, conquista il punto del doppio contro Àlex Corretja ed Albert Costa e vince il primo singolare della terza giornata contro Juan Carlos Ferrero portando il risultato sul due pari, ma l'Argentina verrà eliminata in seguito alla sconfitta di Gastón Gaudio contro Carlos Moyá nella quinta e decisiva partita.

### 2004-2005
Parte subito bene anche nel 2004, al primo torneo della sua stagione, il Qatar Open ATP di Doha che si disputa nella settimana subito successiva l'epifania, viene eliminato soltanto in semifinale e un mese raggiunge la sua prima finale a Costa do Sauipe in cui viene sconfitto in tre set da Gustavo Kuerten. Nella prima settimana di febbraio viene selezionato per giocare nel primo turno di Coppa Davis contro il Marocco dove conquista facilmente il punto del doppio sempre insieme e Arnold Ker e il successivo singolare contro Mounir El Aarej che chiude lo scontro sul 5-0.
Si comporta bene sul cemento americano dove è capace di arrivare al quarto turno e ai quarti di finale rispettivamente ai Masters Series di Indian Wells e di Miami. Successivamente torna sulla terra rossa europea e dopo i quarti di finale a Barcellona e il ritiro al primo turno al Roland Garros ma come negli altri anni la seconda parte della stagione vede un netto calo di forma del tennista argentino che comunque parteciperà al torneo di singolare dei Giochi olimpici di Atene in cui batte lo slovacco Karol Beck al primo turno per poi ritirarsi prima ancora di disputare il secondo turno contro il russo Igor' Andreev. Da segnalare comunque in ottobre la vittoria nel torneo indoor di Basilea in coppia con il cileno Fernando González.
A causa della non positiva partenza del 2005, in cui non conferma la finale di Costa do Sauipe, in cui viene sconfitto ai quarti dall'appena diciottenne Rafael Nadal, ma soprattutto i risultati sui Masters americani, Calleri scivola oltre la centesima posizione del ranking e torna così a disputare tornei Challenger, viene comunque convocato per la Coppa Davis per l'incontro con la Repubblica Ceca dove gioca il quarto singolare chiudendo anche qui il risultato sul 5-0. Con la semifinale di Rimini, la vittoria a Stettino e la finale nell'International Series di Amersfoort scala nuovamente la classifica e chiude l'annoa alla 56ª posizione, dieci in più rispetto al gennaio dello stesso anno.

### 2006-2007
Nella stagione 2006 dopo gli scarsi risultati sul cemento si riprende sulla terra rossa americana con la semifinale di Buenos Aires (sconfitto da Filippo Volandri) e i quarti di Acapulco (battuto da Luis Horna) e conferma poi di trovarsi bene sul cemento di Miami con il raggiungimento dei quarti dove soccombe al numero sei del mondo Ivan Ljubičić. In febbraio torna in Coppa Davis in occasione del primo turno contro la Svezia e in coppia con David Nalbandian conquista il punto di doppio contro la coppia formata da Simon Aspelin e Jonas Björkman.
Dopo qualche mese di scarsi risultati, in cui perde anche il posto in Davis, torna ad ottenere punti pesanti in luglio con la semifinale a Swedish Open, in cui raccoglie solo sei game contro Davidenko (n. 5), ma soprattutto vincendo a Kitzbühel il secondo torneo in carriera al termine di un cammino che lo ha visto usufruire di un bye al primo turno, battere il meno quotato Rainer Eitzinger e poi sconfiggere quattro teste di serie consecutive come Nicolás Massú, Gastón Gaudio, Fernando Verdasco e Juan Ignacio Chela in finale. Riconquista il posto in Davis in occasione della semifinale contro l'Australia e anche qui conquista il punto di doppio, sempre in coppia con Nalbandian, e il punto del 4-0 contro Paul Hanley.
Il periodo molto positivo prosegue con la semifinale a Sopot ottenuta la settimana successiva e, in agosto, la prima finale sul cemento a New Haven con l'ennesima sconfitta al cospetto di Davydenko.
Chiude l'anno con la partecipazione alla finale di Coppa Davis e proprio qui arriva la sua prima sconfitta in questa competizione contro Marat Safin e Dmitrij Tursunov. La Russia si aggiudicherà poi il trofeo con la vittoria in quattro set di Safin su José Acasuso nel quarto singolare.
Il 2007 comincia con la semifinale ad Auckland a cui seguono i quarti di Costa do Sauipe e la semifinale di Acapulco. Sulla terra rossa europea, dopo un buon inizio caratterizzato dalla semifinale a Barcellona dove sconfigge al terzo turno il numero 5 del mondo Tommy Robredo che una settimana dopo lo elimina ai quarti dell'Estoril, raccoglie pochi punti con le eliminazioni al primo turno dei Masters di Roma ed Amburgo e l'ennesima prematura uscita al Roland Garros. Non riesce a bissare il successo di Kitzbühel dell'anno precedente dove viene sconfitto in semifinale da Potito Starace e il resto della stagione passa quasi totalmente nell'anonimato eccetto per la vittoria al secondo turno degli US Open su Lleyton Hewitt, per poi subire la sconfitta del connazionale Juan Mónaco al turno successivo.

### 2008-2010
Il 2008 si apre con i quarti di Doha e Sidney a cui seguono dopo un mese quelli di Buenos Aires, dove vince anche il doppio insieme a Luis Horna, Acapulco e Houston e in maggio la semifinale di Casablanca. In seguito alla quinta sconfitta consecutiva al primo turno del Roland Garros, questa volta con Mardy Fish, dedica la seconda settimana alla partecipazione al Challenger di Prostějov che si aggiudica sconfiggendo in finale l'italo-argentino Martín Vassallo Argüello. In luglio colleziona una buona semifinale a Stoccarda e il mese successivo viene selezionato insieme a Juan Mónaco, David Nalbandian e Guillermo Cañas dal CT della Nazionale Argentina Alberto Mancini per partecipare ai Giochi della XXIX Olimpiade di Pechino, grazie anche alla defezione di Juan Ignacio Chela per infortunio.. In Cina batte al primo turno il bahamense Devin Mullings ma al secondo turno si arrende al tennista di Taipei Lu Yen-hsun. Nonostante i pessimi risultati che gli avevano fatto perdere il posto per quarti e semifinale, torna in Coppa Davis per la sua seconda finale, questa volta contro la Spagna, in cui viene sconfitto in doppio come due anni prima contro la Russia. Difatti questa sarà l'ultima apparizione ad alti livelli di Calleri che nel resto della stagione otterrà una serie di eliminazioni al primo turno. Il periodo nero si estenderà anche all'anno successivo che vedrà Calleri perdere ben 14 dei 17 match giocati fino alla sconfitta al primo turno contro il messicano Santiago González al challenger di Bogotà di luglio che sarà anche l'ultimo match della carriera infatti, dopo vari mesi di inattività, comunica ufficialmente il suo ritiro dall'attività agonistica il 17 febbraio 2010 in occasione del torneo di Buenos Aires.

## Statistiche e record

### Singolare

#### Vittorie (2)
| Legenda                |
| Grande Slam (0)        |
| Tennis Masters Cup (0) |
| ATP Master 1000 (0)    |
| ATP Tour (2)           |

| N  | Data           | Torneo                  | Superficie  | Avversario in finale | Punteggio       |
| 1. | 2 marzo 2003   | Abierto Mexicano Telcel | Terra rossa | Mariano Zabaleta     | 7-5 3-6 6-3     |
| 2. | 30 luglio 2006 | Austrian Open           | Terra rossa | Juan Ignacio Chela   | 7–6(11) 6-2 6-3 |

#### Finali perse (6)
| N  | Data             | Torneo              | Superficie  | Avversario in finale | Punteggio        |
| 1. | 24 febbraio 2002 | Copa Telmex         | Terra rossa | Nicolás Massú        | 6-2, 6(5)–7, 2-6 |
| 2. | 18 maggio 2003   | German Open Hamburg | Terra rossa | Guillermo Coria      | 3-6, 4-6, 4-6    |
| 3. | 30 luglio 2006   | Estoril Open        | Terra rossa | Nikolaj Davydenko    | 4-6, 3-6         |
| 4. | 30 luglio 2006   | Brasil Open         | Terra rossa | Gustavo Kuerten      | 6-3, 2-6, 3-6    |
| 5. | 24 luglio 2005   | Dutch Open          | Terra rossa | Fernando González    | 5-7, 3-6         |
| 6. | 17 agosto 2006   | German Open Hamburg | Cemento     | Nikolaj Davydenko    | 3-6, 4-6         |

### Doppio

#### Vittorie (3)
| Legenda                |
| Grande Slam (0)        |
| Tennis Masters Cup (0) |
| ATP Master 1000 (0)    |
| ATP Tour (2)           |

| N  | Data             | Torneo        | Superficie       | Compagno di squadra | Avversario in finale         | Punteggio           |
| 1. | 16 febbraio 2003 | Movistar Open | Terra rossa      | Mariano Hood        | František Čermák Leoš Friedl | 6-3, 1-6, 6-4       |
| 2. | 30 ottobre 2005  | Swiss Indoors | Sintetico indoor | Fernando González   | Stephen Huss Wesley Moodie   | 7-5, 7-5            |
| 3. | 14 febbraio 2008 | Copa Telmex   | Terra rossa      | Luis Horna          | Werner Eschauer Peter Luczak | 6-0, 6(6)–7, [10-2] |

#### Finali perse (1)
| N  | Data             | Torneo                  | Superficie  | Compagno di squadra | Avversario in finale         | Punteggio     |
| 1. | 16 febbraio 2003 | Abierto Mexicano Telcel | Terra rossa | Luis Horna          | František Čermák Leoš Friedl | 6-3, 1-6, 6-4 |

### Performance annuali
| Torneo              | 1999     | 2000  | 2001     | 2002     | 2003     | 2004  | 2005     | 2006     | 2007     | 2008  | 2009     | Vitt   | Carriera V-P |
| ------------------- | -------- | ----- | -------- | -------- | -------- | ----- | -------- | -------- | -------- | ----- | -------- | ------ | ------------ |
| Grande Slam         |          |       |          |          |          |       |          |          |          |       |          |        |              |
| Australian Open     | A        | A     | 2T       | 1T       | 1T       | 2T    | 2T       | 1T       | 1T       | 2T    | 1T       | 0 / 9  | 4-9          |
| Roland Garros       | 2T       | 3T    | 2T       | 1T       | 1T       | 1T    | A        | A        | 1T       | 1T    | 1T       | 0 / 9  | 4-9          |
| Wimbledon           | A        | A     | 1T       | 1T       | 2T       | A     | A        | 2T       | 2T       | 2T    | 1T       | 0 / 7  | 4-7          |
| US Open             | A        | 3T    | 1T       | 1T       | 2T       | A     | 1T       | 1T       | 3T       | 2T    | A        | 0 / 8  | 6-8          |
| V                   | 0 / 1    | 0 / 2 | 0 / 4    | 0 / 4    | 0 / 4    | 0 / 2 | 0 / 2    | 0 / 3    | 0 / 4    | 0 / 4 | 0 / 3    | 0 / 33 | 18 / 33      |
| V–P                 | 1–1      | 4–2   | 2–4      | 0–4      | 2–4      | 1–2   | 1–2      | 1–3      | 3–4      | 3–4   | 0–3      | 18-33  | -            |
| Torneo di fine anno |          |       |          |          |          |       |          |          |          |       |          |        |              |
| Tennis Masters Cup  | A        | A     | A        | A        | A        | A     | A        | A        | A        | A     | A        | 0 / 0  | 0-0          |
| Giochi Olimpici     |          |       |          |          |          |       |          |          |          |       |          |        |              |
| Giochi olimpici     | Non disp | A     | Non disp | Non disp | Non disp | 2T    | Non disp | Non disp | Non disp | 2T    | Non disp | 0 / 2  | 2-2          |

| Sigla | Risultato                        |
| ----- | -------------------------------- |
| V     | Vincitore                        |
| F     | Finalista                        |
| SF    | Semifinalista                    |
| QF    | Quarti di Finale                 |
| 4T    | Quarto turno                     |
| 3T    | Terzo turno                      |
| 2T    | Secondo turno                    |
| 1T    | Primo turno                      |
| RR    | Round Robin (Masters Cup)        |
| LQ    | Turno di Qualifica (Grande Slam) |
| A     | Assente                          |